# San Agustín, Camarón de Tejeda
San Agustín är en ort i Mexiko.   Den ligger i kommunen Camarón de Tejeda och delstaten Veracruz, i den sydöstra delen av landet, 280 km öster om huvudstaden Mexico City. San Agustín ligger 187 meter över havet och antalet invånare är 322.
Terrängen runt San Agustín är lite kuperad, och sluttar brant österut. Runt San Agustín är det ganska glesbefolkat, med 40 invånare per kvadratkilometer. Närmaste större samhälle är Soledad de Doblado, 9,5 km nordost om San Agustín. Omgivningarna runt San Agustín är en mosaik av jordbruksmark och naturlig växtlighet.